# Jürgen Creutzmann
Jürgen Creutzmann (ur. 4 października 1945 w Spirze) – niemiecki polityk, poseł do Parlamentu Europejskiego VII kadencji.

## Życiorys
Po maturze w Heidelbergu do 1971 studiował ekonomię na Uniwersytecie w Mannheim. W latach 1973–2006 był zatrudniony w koncernie chemicznym BASF. W 1966 wstąpił do Wolnej Partii Demokratycznej. Od początku lat 70. obejmował kierownicze stanowiska w partii na poziomie lokalnym i następnie regionalnym.
Pełnił funkcję radnego niższych szczebli, a od 1998 do 2009 zasiadał w landtagu Nadrenii-Palatynatu (w latach 2001–2006 jako jego wiceprzewodniczący).
W wyborach w 2009 z listy FDP uzyskał mandat posła do Parlamentu Europejskiego. Wszedł w skład Komisji Rynku Wewnętrznego i Ochrony Konsumentów oraz frakcji ALDE.